# Mocksville
Mocksville é uma cidade  localizada no estado norte-americano de Carolina do Norte, no Condado de Davie.

## Demografia
Segundo o censo norte-americano de 2000, a sua população era de 4178 habitantes.
Em 2006, foi estimada uma população de 4525, um aumento de 347 (8.3%).

## Geografia
De acordo com o United States Census Bureau tem uma área de
17,8 km², dos quais 17,8 km² cobertos por terra e 0,0 km² cobertos por água. Mocksville localiza-se a aproximadamente 260 m acima do nível do mar.

## Localidades na vizinhança
O diagrama seguinte representa as localidades num raio de 24 km ao redor de Mocksville.